# Yuzushu

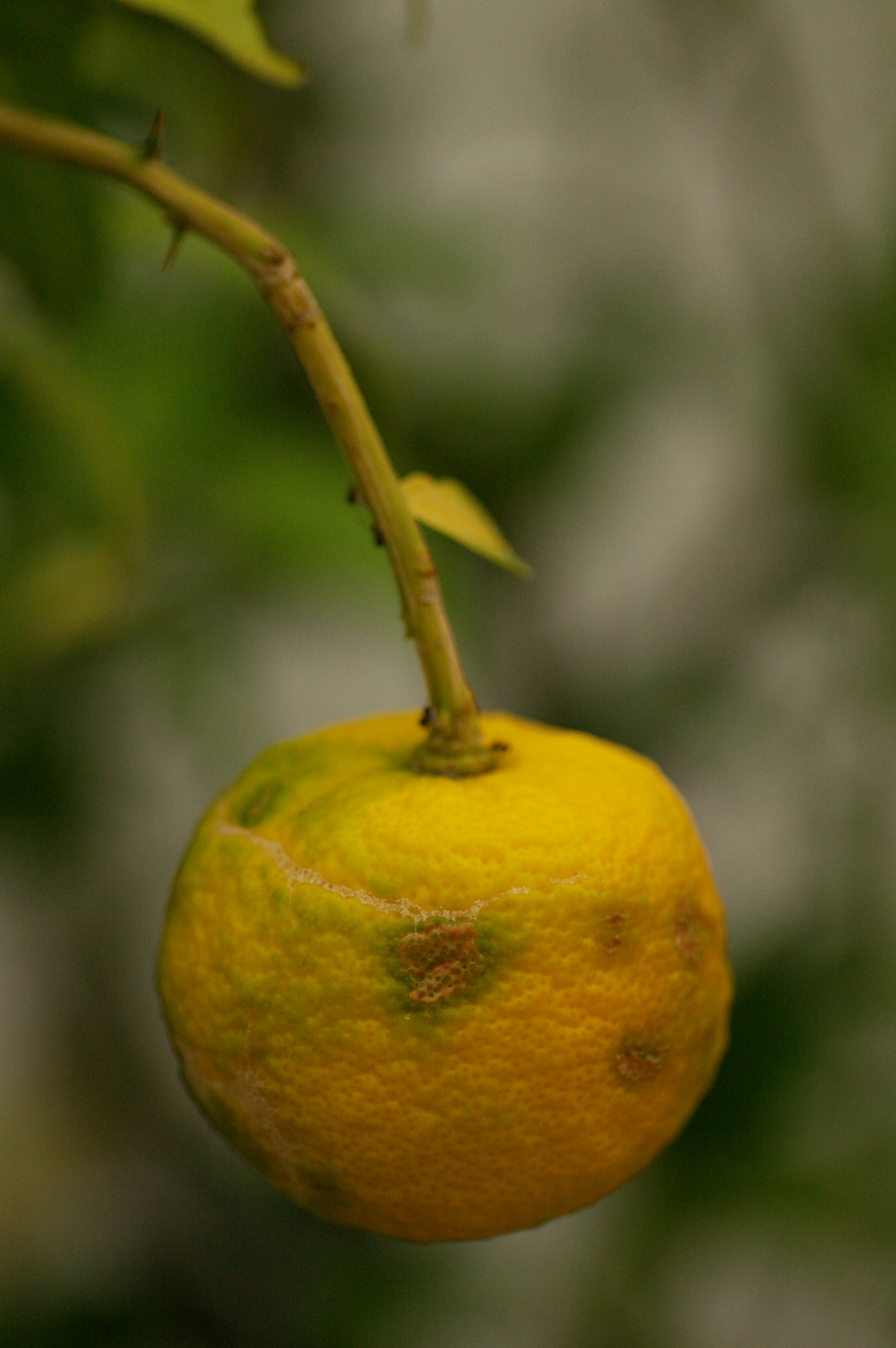
Yuzu, le fruit.

Le yuzushu (柚子酒, littéralement « alcool de yuzu ») est une boisson alcoolisée à base de yuzu, un petit agrume du Japon.
Le yuzushu commercial est en général préparé à partir de jus d'yuzu et d'alcool éthylique. Mais il est traditionnel de préparer le yuzushu de façon artisanale : il convient de laisser macérer des yuzu frais entiers, récoltés en début d'hiver, dans du shōchū (alcool de riz ou de patate douce à environ 35%) avec du sucre de betterave ; on peut retirer la peau après une semaine puis les fruits au bout d'un mois, il est préférable de laisser vieillir la préparation jusqu'à une année. 
Le yuzushu peut servir à la confection de cocktails,.